# Liste der denkmalgeschützten Objekte in Sarleinsbach
Die Liste der denkmalgeschützten Objekte in Sarleinsbach enthält die 18 denkmalgeschützten, unbeweglichen Objekte der Gemeinde Sarleinsbach in Oberösterreich (Bezirk Rohrbach).

## Denkmäler
| Foto |                 | Denkmal                                                                                    | Standort                                                  | Beschreibung | Metadaten |
| ---- | --------------- | ------------------------------------------------------------------------------------------ | --------------------------------------------------------- | --- | --- |
| ja   | Datei hochladen | Wagnerkapelle HERIS-ID: 18313 Objekt-ID: 14606                                             | Hanriederstraße 13, in der Nähe Standort KG: Sarleinsbach | Die Wagnerkapelle liegt nordwestlich des Marktes und ist mit der Jahreszahl 1801 bezeichnet. 1967 wurde sie an den heutigen Standort versetzt. Sie beherbergt eine Figur des kreuztragenden Christus. | BDA-Hist.: Q37844254 Status: § 2a Stand der BDA-Liste: 2025-06-30 Name: Wagnerkapelle GstNr.: 2540/1 Wagnerkapelle                                                           |
| ja   | Datei hochladen | Figurenbildstock hl. Johannes Nepomuk HERIS-ID: 18333 Objekt-ID: 14626                     | Marktplatz 2, in der Nähe Standort KG: Sarleinsbach       | Die Figur des Heiligen Johannes Nepomuk stammt aus dem 18. Jahrhundert und befindet sich auf einem geschwungenen Sockel auf dem Friedhof. | BDA-Hist.: Q37844341 Status: § 2a Stand der BDA-Liste: 2025-06-30 Name: Figurenbildstock hl. Johannes Nepomuk GstNr.: 1358                                                   |
| ja   | Datei hochladen | Kath. Pfarrkirche hl. Apostel Petrus HERIS-ID: 18301 Objekt-ID: 14594                      | bei Marktplatz 2 Standort KG: Sarleinsbach                | Die Pfarrkirche Sarleinsbach ist eine breite, dreischiffige und vierjochige Staffelhallenkirche mit gotischen und barocken Bauteilen. Das Mittelschiff aus dem 15. Jahrhundert verfügt über ein spätgotisches Rautennetzgewölbe, die Seitenschiffe aus dem 16. bzw. frühen 18. Jahrhundert weisen eine barocke Gliederung mit Kreuzgratgewölben auf. | BDA-Hist.: Q37844198 Status: § 2a Stand der BDA-Liste: 2025-06-30 Name: Kath. Pfarrkirche hl. Apostel Petrus GstNr.: .85 Saint Peter ad Vincula parish church (Sarleinsbach) |
| ja   | Datei hochladen | Marienkapelle, Friedhofskapelle Schmerzhafte Muttergottes HERIS-ID: 18302 Objekt-ID: 14595 | neben Marktplatz 2 Standort KG: Sarleinsbach              | Die Marienkapelle ist eine dreijochige, spätbarocke Saalkirche mit barockem Turm und Zwiebelhelm. Sie stammt aus dem zweiten Drittel des 18. Jahrhunderts. | BDA-Hist.: Q37844211 Status: § 2a Stand der BDA-Liste: 2025-06-30 Name: Marienkapelle, Friedhofskapelle Schmerzhafte Muttergottes GstNr.: .84 Sarleinsbach - Marienkapelle   |
| ja   | Datei hochladen | Rathaus HERIS-ID: 19949 Objekt-ID: 16247                                                   | Marktplatz 2 Standort KG: Sarleinsbach                    | Das Rathaus von Sarleinsbach besitzt Bauteile aus der Mitte des 16. Jahrhunderts, eine Erdgeschoßlaube auf toskanischen Säulen und Biedermeierstuck an den Obergeschoßfenstern. | BDA-Hist.: Q37849658 Status: § 2a Stand der BDA-Liste: 2025-06-30 Name: Rathaus GstNr.: .83                                                                                  |
| ja   | Datei hochladen | Ackerbürgerhaus, Museum HERIS-ID: 19927 Objekt-ID: 16225                                   | Marktplatz 7 Standort KG: Sarleinsbach                    | Das Ackerbürgerhaus wurde vor 1533 errichtet und Ende des 18. Jahrhunderts aufgestockt. | BDA-Hist.: Q37849572 Status: Bescheid Stand der BDA-Liste: 2025-06-30 Name: Ackerbürgerhaus, Museum GstNr.: 2585, .79                                                        |
| ja   | Datei hochladen | Wohnhaus, ehem. Sölde, Geretschläger-Haus HERIS-ID: 19946 Objekt-ID: 16244                 | Marktplatz 8 Standort KG: Sarleinsbach                    | Das Geretschläger-Haus wurde im 17. bis 18. Jahrhundert errichtet. | BDA-Hist.: Q37849645 Status: Bescheid Stand der BDA-Liste: 2025-06-30 Name: Wohnhaus, ehem. Sölde, Geretschläger-Haus GstNr.: .74                                            |
| ja   | Datei hochladen | Bürgerhaus, Kaufhaus Ecker HERIS-ID: 19944 Objekt-ID: 16242                                | Marktplatz 12 Standort KG: Sarleinsbach                   | Das Wohnhaus des Malers und Marktrichters Johann Philipp Ruckerbauer hat eine Fassade mit spätbarockem Fensterkorb sowie barockem Putzdekor und Fensterbekrönungen. Hofseitig befindet sich ein barocker Arkadengang. | BDA-Hist.: Q37849632 Status: Bescheid Stand der BDA-Liste: 2025-06-30 Name: Bürgerhaus, Kaufhaus Ecker GstNr.: .66                                                           |
| ja   | Datei hochladen | Ackerbürgerhaus HERIS-ID: 19930 Objekt-ID: 16228                                           | Marktplatz 13 Standort KG: Sarleinsbach                   | Das Ackerbürgerhaus besitzt einen, möglicherweise spätmittelalterlichen, Breiterker auf Kragsteinen, der mit der Jahreszahl 1636 bezeichnet ist. | BDA-Hist.: Q37849583 Status: Bescheid Stand der BDA-Liste: 2025-06-30 Name: Ackerbürgerhaus GstNr.: .72/3                                                                    |
| ja   | Datei hochladen | Bürgerhaus HERIS-ID: 19943 Objekt-ID: 16241                                                | Marktplatz 14 Standort KG: Sarleinsbach                   | Das Bürgerhaus weist Bauteile aus dem 16. Jahrhundert auf und wurde nach einem Brand 1720 weitgehend erneuert. Im Jahr 1900 wurde das Gebäude mit dem Nachbarbauwerk Nr. 12 verbunden und in der Fassade angeglichen. | BDA-Hist.: Q37849620 Status: Bescheid Stand der BDA-Liste: 2025-06-30 Name: Bürgerhaus GstNr.: .63                                                                           |
| ja   | Datei hochladen | Wohnhaus mit Wirtschaftstrakt HERIS-ID: 19941 Objekt-ID: 16239                             | Marktplatz 18 Standort KG: Sarleinsbach                   | Das Gebäude des 15. bis 16. Jahrhunderts besitzt einen schmalen Straßentrakt mit Tormauer und eine Biedermeierfassade mit Stuckdekor aus dem frühen 19. Jahrhundert. | BDA-Hist.: Q37849606 Status: Bescheid Stand der BDA-Liste: 2025-06-30 Name: Wohnhaus mit Wirtschaftstrakt GstNr.: 1401                                                       |
| BW   | Datei hochladen | Bürgerhaus HERIS-ID: 19939 Objekt-ID: 16237seit 2017                                       | Marktplatz 22 Standort KG: Sarleinsbach                   | | BDA-Hist.: Q37849593 Status: Bescheid Stand der BDA-Liste: 2025-06-30 Name: Bürgerhaus GstNr.: .47                                                                           |
| ja   | Datei hochladen | Kriegerdenkmal HERIS-ID: 18332 Objekt-ID: 14625                                            | Schulstraße Standort KG: Sarleinsbach                     | Das Kriegerdenkmal an der südöstlichen Friedhofsmauer wurde 1924 als dreiteiliges Rentabel mit rundbogiger Mittelnische errichtet. In der Mitte des Denkmals befindet sich ein Sockel mit Felsaufbau, auf dem eine weibliche Figur über einem sterbenden Soldaten dargestellt wird.                                                                  | BDA-Hist.: Q37844329 Status: § 2a Stand der BDA-Liste: 2025-06-30 Name: Kriegerdenkmal GstNr.: 2126/1                                                                        |
| ja   | Datei hochladen | Pfarrhof HERIS-ID: 19950 Objekt-ID: 16248                                                  | Schulstraße 1 Standort KG: Sarleinsbach                   | Der spätgotische Pfarrhof wurde 1654 zu einem monumentalen Hauptbau geschlossen. Er besteht aus drei zweigeschoßigen Rechteckbauten sowie einem Wirtschaftsgebäude aus dem 19. Jahrhundert. | BDA-Hist.: Q37849671 Status: § 2a Stand der BDA-Liste: 2025-06-30 Name: Pfarrhof GstNr.: .88, 1054/1                                                                         |
| ja   | Datei hochladen | Ecker-Kapelle HERIS-ID: 18314 Objekt-ID: 14607                                             | Wart Standort KG: Sarleinsbach                            | Die Ecker-Kapelle ist ein Rechteckbau mit Mansardendach aus der Zeit um 1800. Sie beherbergt eine barocke Reliquienpyramide und eine Vitrine mit einer Wachsfigur des Jesukindes. | BDA-Hist.: Q37844270 Status: § 2a Stand der BDA-Liste: 2025-06-30 Name: Ecker-Kapelle GstNr.: 2510                                                                           |
| ja   | Datei hochladen | Bildstock HERIS-ID: 18320 Objekt-ID: 14613                                                 | Mairhof Standort KG: Schölling                            | Der Tabernakelpfeiler an der Kreuzung Mühel/Mairhof ist mit der Jahreszahl 1670 bezeichnet und zeigt Bilder von Maria und dem heiligen Antonius sowie Inschriftentafeln zum Pestgedenken. | BDA-Hist.: Q37844297 Status: § 2a Stand der BDA-Liste: 2025-06-30 Name: Bildstock GstNr.: 3442/1 Mairhof - Wayside shrine                                                    |
| ja   | Datei hochladen | Ausnahm, Brezerhaus HERIS-ID: 18344 Objekt-ID: 14637                                       | Rutzersdorf 6 Standort KG: Schölling                      | Das Brezerhaus diente ursprünglich als Auszugshaus des Bauernhof Rutzersdorf Nr. 3 und wurde 1680 als getrennt von diesem Hof genannt. Der zweigeschoßige, breitgelagerte Bau aus der Zeit um 1600 besitzt ein Satteldach mit verbrettertem Giebel und einen Holzbalkon.                                                                             | BDA-Hist.: Q37844370 Status: Bescheid Stand der BDA-Liste: 2025-06-30 Name: Ausnahm, Brezerhaus GstNr.: 3824 Brezerhaus in Sarleinsbach                                      |
| ja   | Datei hochladen | Schloss Sprinzenstein HERIS-ID: 38452 Objekt-ID: 38024                                     | Sprinzenstein 1 Standort KG: Sprinzenstein                | Das Schloss Sprinzenstein ist eine ehemals mittelalterliche Burganlage, die nach einem Brand 1584 großteils im Renaissancestil neu errichtet wurde. Die unregelmäßige, dreiseitige Anlage besitzt einen bemerkenswerten, zweigeschoßigen Renaissance-Arkadenhof und spätbarocke Außenfassaden.                                                       | BDA-Hist.: Q1684868 Status: Bescheid Stand der BDA-Liste: 2025-06-30 Name: Schloss Sprinzenstein GstNr.: .46 Sprinzenstein castle                                            |

## Ehemalige Denkmäler
| Foto |                 | Denkmal                                                | Standort                                | Beschreibung | Metadaten |
| ---- | --------------- | ------------------------------------------------------ | --------------------------------------- | --- | --- |
| ja   | Datei hochladen | Wohnhaus mit Wirtschaftstrakt Objekt-ID: 16240bis 2011 | Marktplatz 16 Standort KG: Sarleinsbach | Das Wohnhaus des Dichters Adam von Lebenwaldt diente als Wohnung des Malers Hans Jakob Stuben und zwischen 1895 und 1980 als Postamt. Das Bauwerk selbst stammt aus dem späten 16. Jahrhundert, der geschweifte Giebel aus der Mitte des 19. Jahrhunderts. | BDA-Hist.: Q106676605 Status: Bescheid Stand der BDA-Liste: 2011-05-30 Name: Wohnhaus mit Wirtschaftstrakt GstNr.: .62 |